# Metropolia lublańska

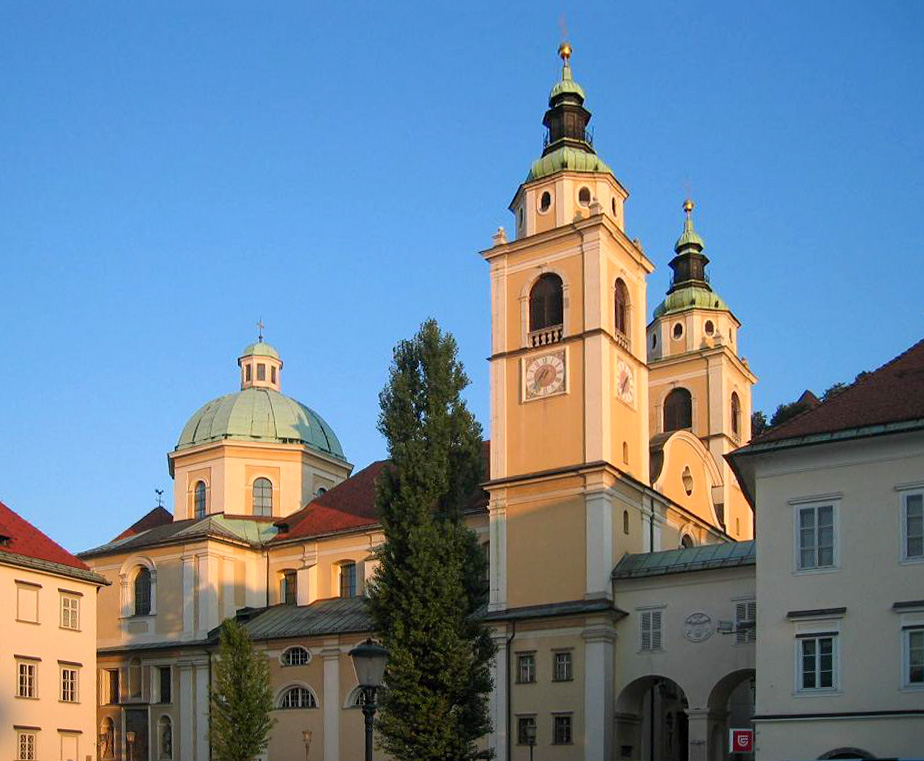
Katedra św. Mikołaja w Lublanie

Metropolia lublańska – jedna z dwóch metropolii obrządku łacińskiego w Kościele katolickim w Słowenii.

## Dane ogólne[1]
- Powierzchnia: 12 599 km²
- Ludność: 1 815 592
  - Katolicy: 910 612
  - Udział procentowy: 50,1%
- Księża:
  - diecezjalni: 516
  - zakonni: 193
- Zakonnicy: 263
- Siostry zakonne: 533

## Historia
Metropolia lublańska została utworzona 22 listopada 1968 r. przez papieża Jana XXIII. Utworzyły ją: archidiecezja lublańska oraz diecezja mariborskiej. W 1977 r. dołączono do niej diecezję koperską. Wyłączono z niej metropolię mariborską, która objęła swoim zasięgiem wschodnią część Słowenii.

## Metropolici
- 22 listopada 1968 - 23 lutego 1980: abp Jožef Pogačnik
- 23 lutego 1980 - 5 marca 1997: abp Alojzij Šuštar
- 5 marca 1997 - 11 lutego 2004: abp Franc Rodé, C.M.
- 25 października 2004 - 28 listopada 2009: abp Alojzij Uran
- 28 listopada 2009 - 31 lipca 2013: abp Anton Stres CM
- od 4 października 2014: abp Stanislav Zore OFM